# Albrecht Schubert

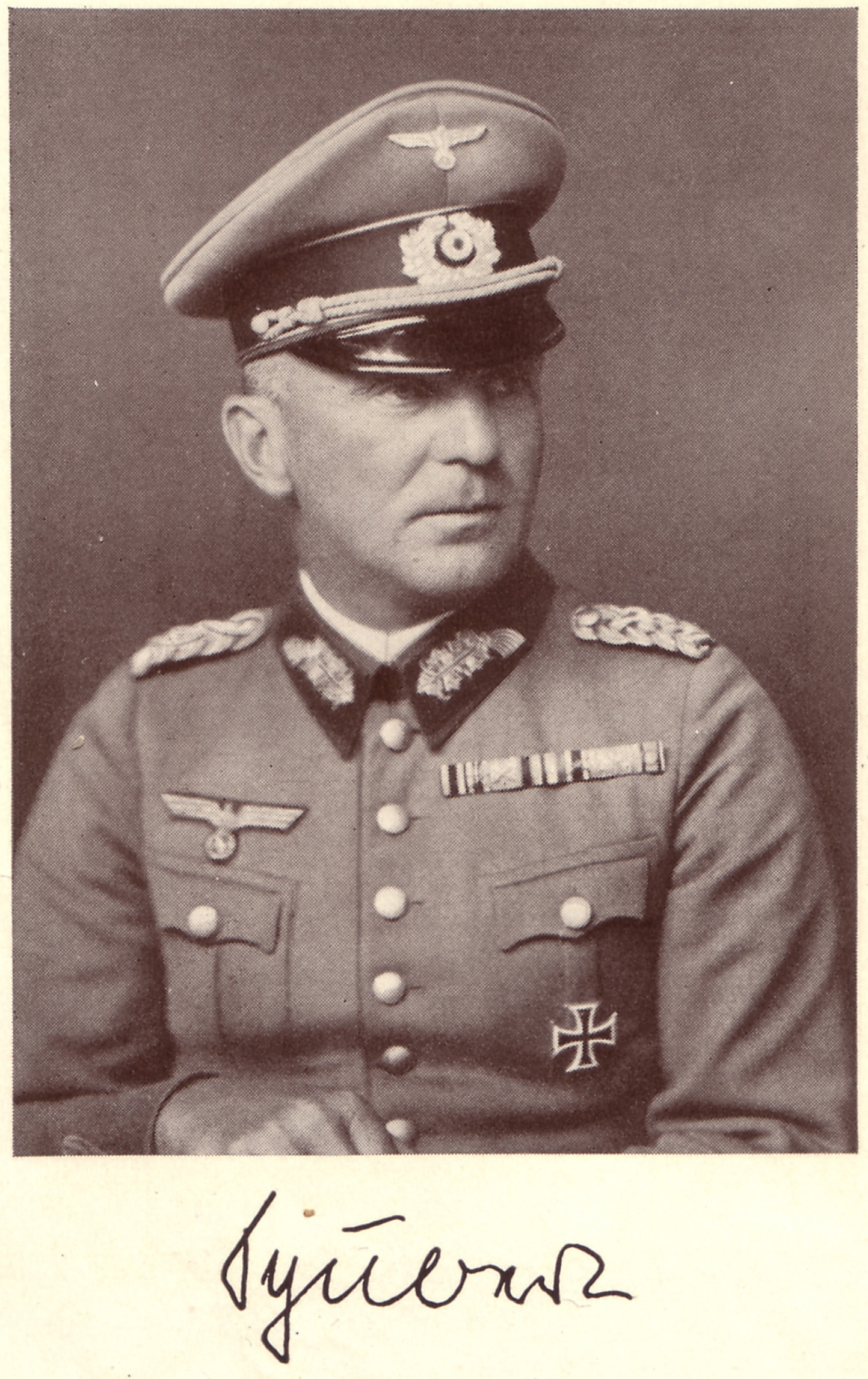
Albrecht Schubert

Albrecht Schubert (* 23. Juni 1886 in Marienwerder; † 26. November 1966 in Bielefeld) war ein deutscher General der Infanterie im Zweiten Weltkrieg.

## Leben
Schubert wurde am 27. Februar 1904 aus dem Kadettenkorps kommend als Fähnrich dem Infanterie-Regiment „Prinz Louis Ferdinand von Preußen“ (2. Magdeburgisches) Nr. 27 der Preußischen Armee überwiesen und avancierte dort am 27. Januar 1905 zum Leutnant. Am 19. Dezember 1907 wurde er zum Grenadier-Regiment „König Friedrich Wilhelm II.“ (1. Schlesisches) Nr. 10 versetzt und am 1. Dezember 1911 zum Adjutanten des Füsilier-Bataillons ernannt, bei dem er am 19. Juni 1912 zum Oberleutnant befördert wurde. Am 1. September 1913 wurde er als Adjutant zum Bezirkskommando Glatz abkommandiert.
Während des Ersten Weltkriegs am 28. November 1914 zum Hauptmann befördert, wurde Schubert am 7. Dezember 1916 zum Generalkommando des Landwehrkorps versetzt. Als Ordonnanzoffizier kam er am 6. März 1917 zur 4. Landwehr-Division, war vom 7. September bis zum 19. November 1917 beim Generalstab des V. Armee-Korps tätig und wurde anschließend Erster Generalstabsoffizier der 111. Infanterie-Division. Daran schloss sich ab 19. Februar 1918 eine Verwendung beim Generalstab der 202. Infanterie-Division an, bevor Schubert kurz vor Kriegsende am 7. November 1918 wieder in das Grenadier-Regiment „König Friedrich Wilhelm II.“ (1. Schlesisches) Nr. 10 versetzt wurde.
Es folgte am 25. Dezember 1918 seine Versetzung zum Generalkommando des XVI. Armee-Korps sowie die Übernahme in die Vorläufige Reichswehr. Hier setzte man ihn zunächst im Generalstab des Wehrkreiskommandos II ein, war dann für ein Jahr im Stab der 2. Division und gehörte vom 1. Oktober 1921 bis zum 31. Dezember 1922 dem Stab des Gruppenkommandos 2 in Kassel an. Anschließend kehrte Schubert mit der Versetzung in das 8. (Preußisches) Infanterie-Regiment in den Truppendienst zurück, wo er am 29. April 1924 zum Chef der 10. Kompanie ernannt wurde. Im weiteren Verlauf seiner Militärkarriere war Schubert ab 1. Februar 1934 als Oberst Kommandeur des 12. Infanterie-Regiments.
In der Wehrmacht führte er unter anderem als Kommandeur die 44. Infanterie-Division. 1939 übernahm Schubert als Kommandierender General das XXIII. Armeekorps, mit dem er im Verlauf des Zweiten Weltkriegs u. a. am Überfall auf die Sowjetunion teilnahm. 1943 wurde er Befehlshaber des Wehrkreises XI (Hannover) und im gleichen Jahr Befehlshaber des Wehrkreises XVII (Wien).

## Auszeichnungen
- Ritterkreuz des Königlichen Hausordens von Hohenzollern mit Schwertern[4]
- Eisernes Kreuz (1914) II. und I. Klasse[4]
- Sachsen-Meiningisches Kreuz für Verdienste im Kriege[4]
- Ritterkreuz I. Klasse des Friedrichs-Ordens mit Schwertern[4]
- Hanseatenkreuz Hamburg[4]
- Österreichisches Militärverdienstkreuz III. Klasse[4]
- Spange zum Eisernen Kreuz II. und I. Klasse
- Ritterkreuz des Eisernen Kreuzes am 17. September 1941[1]
- Deutsches Kreuz in Gold am 20. Januar 1943[1]